# Liebsdorf
Liebsdorf ist eine französische Gemeinde mit 291 Einwohnern (Stand 1. Januar 2022) im elsässischen Département Haut-Rhin in der Region Grand Est (bis 2015 Elsass). Sie gehört zum Kanton Altkirch und zum Kommunalverband Sundgau.

## Geografie
Liebsdorf liegt zwischen den Nachbargemeinden Durlinsdorf im Nordosten und Courtavon im Südwesten, 14 Kilometer nordwestlich der Schweizer Gemeinde Delémont, am Fuß des elsässischen Jura im Sundgau. Die Largue, ein Nebenfluss der Ill, bildet die westliche Gemeindegrenze. Mit einem Zipfel im Nordwesten grenzt Liebsdorf an die Schweizer Gemeinde Basse-Vendline.

## Geschichte
1878 wurden bei Ausgrabungen eine Axt und mehrere Pfeilspitzen aus der Jungsteinzeit (5500 bis 4500 v. Chr.) gefunden. In gallo-römischer Zeit lag die Ortschaft an der Römerstraße von Besançon (Vesontio) nach Basel (Arialbinnum). An der Burg Liebenstein wurden römische Münzen gefunden. Deshalb wird angenommen, dass die Burg anstelle eines römischen Kastells erbaut wurde.
Der Ortsname leitet sich von dem germanischen Namen Leubo ab und bedeutet „Dorf des Leubo“. Liebsdorf wurde 1179 als Lopestorff erstmals urkundlich erwähnt. Die Ortsnamensendung -dorf deutet außerdem darauf hin, dass die Ortschaft zwischen dem 8. und dem 10. Jahrhundert in einem gerodeten Waldstück erbaut wurde. Im Laufe der Jahre tauchte der Ortsname unter verschiedenen Schreibweisen auf: Liebesdurf (1243), Liebesdorf (1314), Liebenstorf (1394), Liebstorff (1426), Lieboncourt und Lebeucourt (1740) und Liebsdorff (1803).
Von 1871 bis zum Ende des Ersten Weltkrieges gehörte Liebsdorf als Teil des Reichslandes Elsaß-Lothringen zum Deutschen Reich und war dem Kreis Altkirch im Bezirk Oberelsaß zugeordnet.
Eine Pfarrei in Liebsdorf wurde erst 1870 eingerichtet, als die Kirche Saint-Jean Gualbert gebaut wurde. Im Zweiten Weltkrieg (1939–1945) bot das Pastorat von Liebsdorf dem General Henri Giraud Unterschlupf. Giraud war am 17. April 1942 aus der Festung Königstein geflohen. Der damalige Pfarrer von Liebsdorf, Joseph Stamm, ermöglichte Giraud eine Flucht in die Schweiz. Stamm wurde am 21. September 1943 von der Gestapo festgenommen und am 17. April 1945 in Wolfach getötet.

### Bevölkerungsentwicklung
| Jahr      | 1910 | 1962 | 1968 | 1975 | 1982 | 1990 | 1999 | 2007 | 2017 |
| Einwohner | 262  | 241  | 242  | 215  | 227  | 257  | 289  | 338  | 307  |

## Wappen
Bis 1977 zeigte das Gemeindewappen eine Weizengarbe. Im neuen Wappen, das die Burgruine Liebenstein darstellt, steht die Garbe in der oberen rechten Ecke.

## Sehenswürdigkeiten

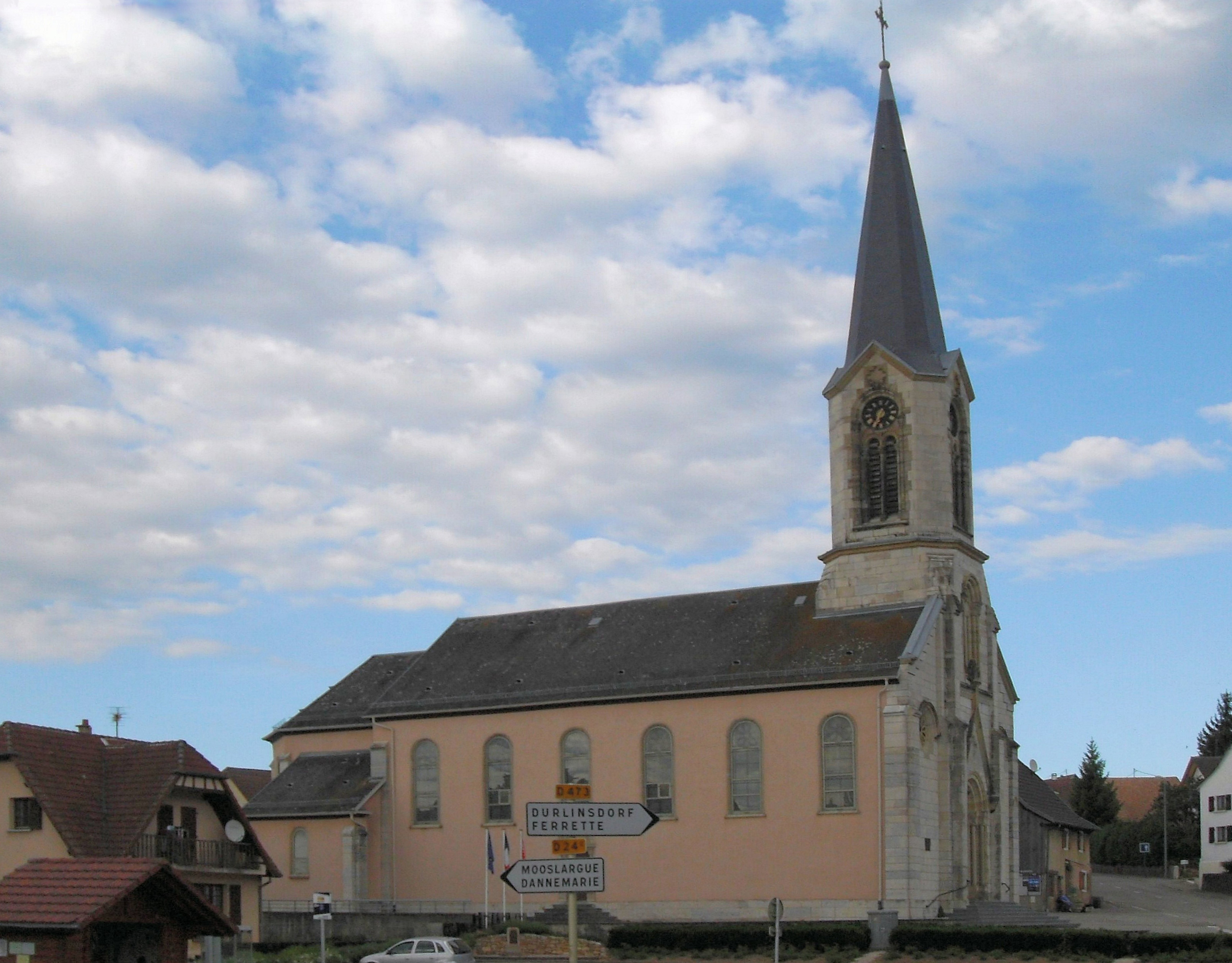
Kirche Saint-Jean in Liebsdorf

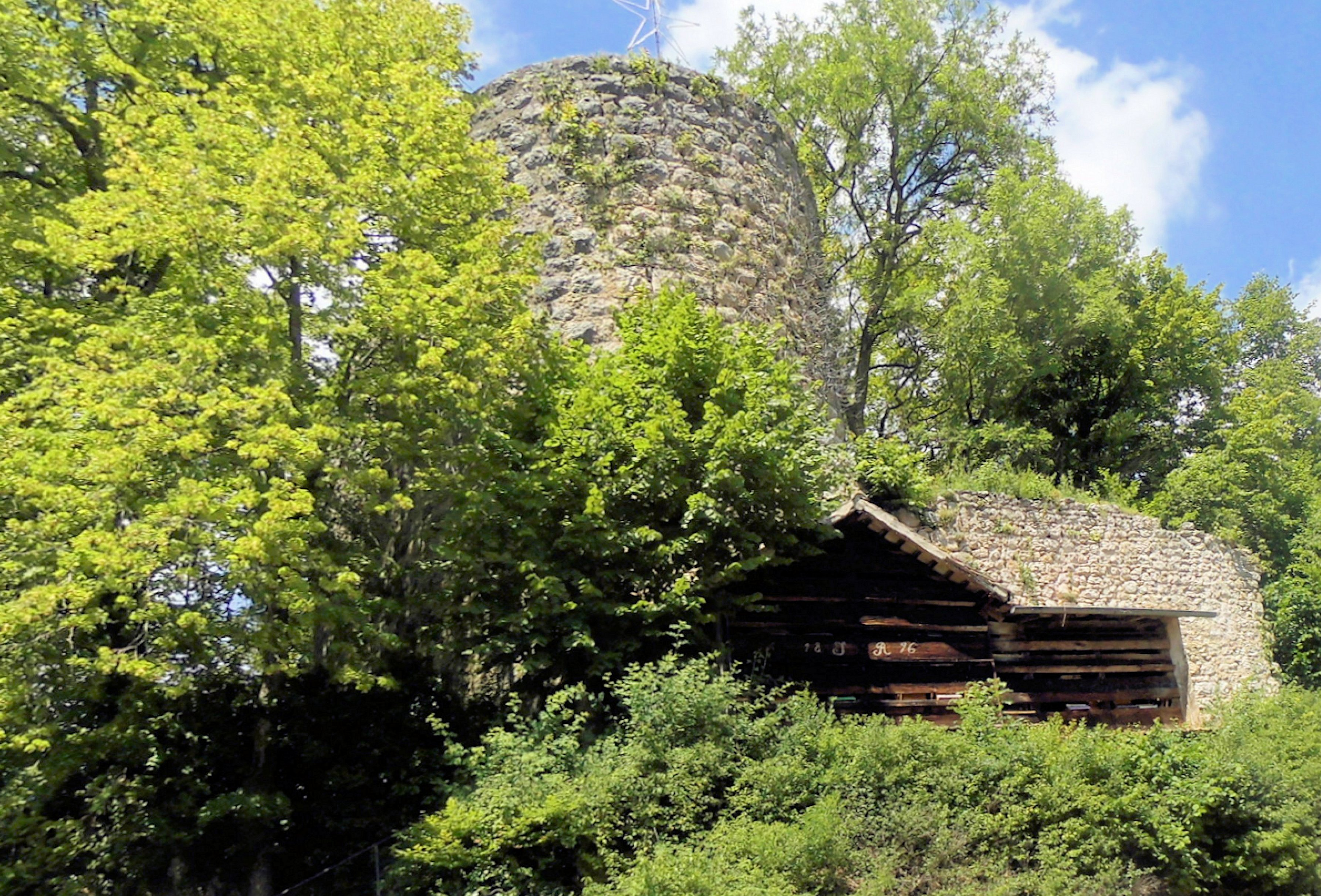
Ruine der Burg Liebenstein

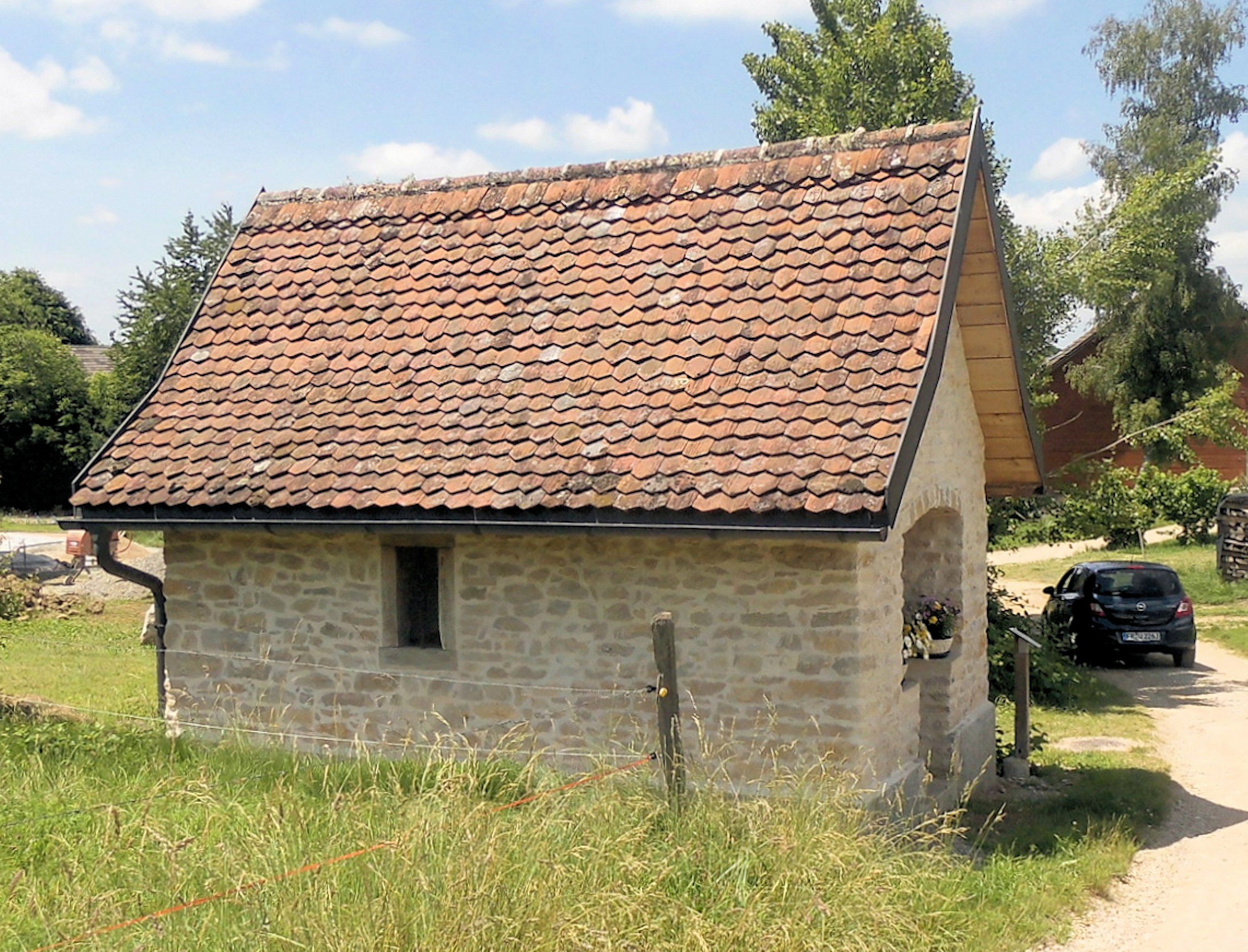
Kapelle Muttergottes der Guten Hilfe

Die Burg Liebenstein wurde 1218 urkundlich erwähnt. Die Burg wurde im Auftrag des Grafen von Pfirt (älteres Haus) erbaut, der das Gebäude der Familia Liebenstein als Lehen überließ. Ab 1271 gehörte es den Bischöfen von Basel. Im Jahre 1356 wurde die Burg durch ein Erdbeben schwer beschädigt. Nach ein paar Jahren im Besitz der Familie Morimont erhielten die Herren von Pfirt (jüngeres Haus, ehemalige Magistrale) die Burg zurück und behielten sie bis 1803. Die Belehnung an Ulrich von Pfirt erfolgte durch Katharina von Burgund, der Tochter des Herzogs Philipp dem Kühnen von Burgund, die mit Herzog Leopold von Habsburg verheiratet war. 1803 wurde die Burg von der Familie Rychen, vertriebenen Täufern aus der Schweiz, gekauft. Diese erstellten 1840 auch den kleinen Friedhof, welcher rund 250 m westlich von der Burg liegt, da die katholische Kirche keine Beerdigung von "Ketzern" auf dem regulären Friedhof gestattete. Der älteste noch vorhandene Grabstein stammt aus dem Jahre 1877. 1886 wurde das Gut Liebenstein an die Familie Richard verkauft.
Eine lokale Legende besagt, dass der Sohn des Grafen von Pfirt in eine Schäferin verliebt war. Er schrieb ihr ein Liebesgedicht auf einen Stein, an dem sie sich immer ausruhte. Sie willigte daraufhin in eine Heirat ein. Der Graf ließ sich von ihren Kochkünsten überzeugen. Sie briet ihm Karpfen, und dafür erbaute er den beiden die Burg, die wegen der Liebe der beiden und dem Stein mit dem Gedicht „Liebenstein“ genannt wurde. Gebratener Karpfen, Carpe frite, ist ein typisches Gericht des Sundgau.